# Pseudotetraglenes cambodgensis
Pseudotetraglenes cambodgensis är en skalbaggsart som beskrevs av Stefan von Breuning och Chûjô 1968. Pseudotetraglenes cambodgensis ingår i släktet Pseudotetraglenes och familjen långhorningar. Inga underarter finns listade i Catalogue of Life.